# Limnophila (Limnophila) luteicauda
Limnophila (Limnophila) luteicauda is een tweevleugelige uit de familie steltmuggen (Limoniidae). De soort komt voor in het Australaziatisch gebied.